# Bani Walid, Libia
Bani Walid (arabă بني وليد) este un oraș în Libia.